# Gunilla från Kimito
Gunilla från Kimito, död 1489, var en kvinna som avrättades som tjuv och pyroman. Hon är det sista bekräftade fallet av en svensk avrättning i Stockholm genom metoden kvick i jord. 
Gunilla anges ha kommit från Kimito i Finland. Hon arresterades för att ha stulit en kittel och bränt ned ett hus för en bonde i Solna socken. I häktet uppgav hon själv att hon skulle bränna ned hela Väsby  om hon bara släpptes fri. Den 1 juni 1489 dömdes hon "kvick i jord", att begravas levande, för stöld och mordbrand. 
Hon är den sista person som säkert avrättades genom denna metod i Stockholm. Den sista gången denna dom avkunnades i Stockholm var den 7 januari 1499, då pigan Margit Pedersdotter från Tavastland dömdes till att begravas levande för att ha stulit en kjol och lite annat från sin matmor, men det straffet verkställdes inte eftersom drottningen, Kristina av Sachsen, enligt protokollet bad om nåd för henne. Det är osäkert med vilken metod Magdalena Asktappare slutligen avrättades 1546, men det kunde ha varit både genom bränning på bål och genom denna metod. 